# Claude Jade
Claude Jade (n. 8 octombrie 1948, Dijon, Franța – d. 1 decembrie 2006, Boulogne-Billancourt, Franța) a fost o actriță franceză cunoscută mai ales pentru rolurile sale în filmele lui François Truffaut (Sărutări furate, Domiciliul conjugal, Dragostea pe fugă). A mai jucat în Topaz de Alfred Hitchcock, precum și în filme belgiene, italiene, japoneze și sovietice.

## Biografia
La vârsta de 15 ani, Claude Jade a urmat cursurile Conservatorului de Artă Dramatică din Dijon, orașul său natal. În 1964 a avut primul ei turneu de teatru cu piesa "Școala femeilor" de Molière. A primit "Prix de comédie" în 1966. În 1967 a plecat la Paris. A urmat cursuri de actorie la Théâtre Edouard VII. Și-a făcut debutul în seriale de televiziune. La sfârșitul anului 1967, a fost descoperită la teatru într-o reprezentație a piesei Henric al IV-lea de Luigi Pirandello, de François Truffaut. Truffaut i-a încredințat rolul principal în filmul său Sărutări furate, în care Christine Darbon, partenera lui Jean-Pierre Léaud în rolul lui Antoine Doinel. A devenit celebră peste noapte. 
A filmat în SUA, unde a interpretat-o pe Michèle, fiica agentului, în thriller-ul Topaz (1969), al lui Alfred Hitchock. De asemenea, a câștigat popularitate cu filmul Unchiul meu Benjamin, în rolul partenerei lui Jacques Brel. A apărut din nou alături de Francois Truffaut în anii 1970 în Domiciliul conjugal și în 1979 în Dragostea pe fugă. De asemenea, a apărut în trei filme italiene și trei filme belgiene, dintre care Casă, dulce casă a fost difuzat și în cinematografele din România. În 1976 a jucat în rolul călugăriței Marie-Therese în filmul japonez "Kita no misaki", în rolul lui Evelyn în filmul german "Întâlnire la Paris", iar la începutul anilor 1980 a jucat și în două filme sovietice: în rolul teroristei Francoise din Teheran 43 și în rolul Inesei Armand din Lenin în Paris. Claude Jade a filmat mult și pentru televiziune. Unul dintre cele mai faimoase roluri ale sale la televiziune este cel de eroină a serialului "Insula celor treizeci de sicrie": în rolul lui Véronique d'Hergemont, ea se confruntă cu profeții înfiorătoare pe o insulă misterioasă.
În anii '90 a apărut mai rar în cinematografie ("Tableau d'honneur", Musafirul de seară, "Le radeau de la Méduse") și mai mult pentru televiziune, inclusiv în rolul principal al Annei Chantreuil în serialul zilnic "Cap des Pins", din 1998 până în 2000. 
Pe lângă numeroasele sale filme, Claude Jade a jucat continuu la teatrele din Paris, Lyon, Nantes și Dijon. Ultimul ei rol a fost în 2006, în rolul lui Célimène din "Célimène și Cardinalul". A activat până în august 2006, după care s-a retras în urma unui cancer și a murit la 1 decembrie 2006.

## Premii
Claude Jade a primit "Prix révélation de la nuit du cinéma" în 1971. În 1975 a primit "Prix orange" la Cannes. Contribuția sa la cultura franceză a fost recunoscută în 1998, când a fost numită Chevalier de la légion d'honneur (Cavaler al Legiunii de Onoare, una dintre cele mai înalte distincții civile din Franța). În 2000, a primit Premiul New Wave la Festivalul Internațional de Film de la Palm Beach pentru rolul său de referință în cinematografia mondială.

## Filmografie
- 1968 Sărutări furate (Baisers volés), regia François Truffaut
- 1968 Sub semnul lui Monte Cristo (Sous le signe de Monte Cristo), regia André Hunebelle
- 1968 Topaz, regia Alfred Hitchcock
- 1969 Martorul (Le témoin) regia Anne Walter
- 1969 Unchiul meu Benjamin (Mon oncle Banjamin), regia Édouard Molinaro
- 1970 Domiciliul conjugal (Domicile conjugal), regia François Truffaut
- 1971 Barca pe iarbă, regia Gérard Brach
- 1971 Shéhérazade de Pierre Badel : Shéhérazade
- 1972 Les feux de la chandeleur (Luminile candelabrului), regia Serge Korber
- 1973 Casă, dulce casă, regia Benoît Lamy
- 1973 Number one, regia Gianni Buffardi
- 1973 Fata din via Condotti, regia German Lorente
- 1973 Preoți interziși, regia Denys de La Patellière
- 1975 Plăcerea malefică (Le malin plaisir), regia Bernard Toublanc-Michel
- 1975 Prea mult este prea mult, regia Didier Kaminka
- 1975 Alegere, regia Jacques Faber
- 1976 Capul de Nord (Kita no misaki), regia Kei Kumai
- 1977 O spirală de ceață, regia Eriprando Visconti
- 1977 Nebun ca François, regia Gérard Chouchan
- 1978 Le Pion, regia Christian Gion
- 1979 Dragostea pe fugă (L'amour en fuite), regia François Truffaut
- 1979 Insula celor treizeci de sicrie (L'île aux trente cercueils), regia Marcel Cravenne
- 1980: Peștera lupului, regia Bernard Toublanc-Michel
- 1980 Teheran 43, regia Alexandre Alov și Vladimir Naumov
- 1981 Lenin în Paris, regia Serghei Iutkevici
- 1981 Lise și Laura, regia Henri Helman
- 1982: Rendezvous din Paris, regia Gabi Kubach
- 1984 O fetiță în floarea-soarelui, regia Bernard Férié
- 1987 Omul care nu era acolo, regia René Féret
- 1992 Tableau d'honneur, regia Charles Némès
- 1994 Musafirul de seară, regia Jean-Pierre Mocky
- 1995 Dispărut în acțiune, regia Jacques Richard
- 1998 Pluta Meduzei, regia Iradj Azimi
- 1998-2000 Cap des Pins (serial TV)
- 2004 Sanremo (À San Remo), regia Julien Donada (scurtmetraj)
- 2006 Célimène și cardinalul (Film de teatru), regia Jacques Rampal